# 喬·馬塞里亞
朱塞佩·馬塞里亞（義大利語：Giuseppe Masseria，義大利語：[dʒuˈzɛppe masseˈriːa]，1886年1月17日—1931年4月15日），暱稱喬·馬塞里亞（英語：Joe Masseria），綽號喬老大是一名在紐約市的早期意大利裔美國黑手黨老大。他從1922年至1931年間，是現時被稱為吉諾維斯犯罪家族的老大，這犯罪家族是紐約黑手黨的五大家族之一。1930年，加入了卡斯泰拉姆馬雷戰爭，以接管紐約市的犯罪活動。這場戰爭以他在1931年4月15日被殺害而告終，他自己的副手查理·盧西安諾在與敵對幫派負責人薩爾瓦托雷·馬蘭扎諾達成協議後下令執行了這一次謀殺。

## 早年
朱塞佩·馬塞里亞於1886年1月17日出生在西西里島阿格里真托省的門菲，一個裁縫的家庭。當他年輕時，他搬到特拉帕尼省的馬爾薩拉鎮。馬塞里亞於1902年抵達美國，然後他成為在曼哈頓南部的小意大利和哈林區運作的莫雷洛犯罪家族一份子。馬塞里亞與那些黑手黨家族的其他頭目如葛塔諾·雷納是屬於同一時代的。1909年，馬塞里亞被判犯盜竊罪，並被判緩刑。1913年5月23日，馬塞里亞因三級盜竊罪被判處4至6年監禁。
1910年代末，馬塞里亞和老大薩爾瓦托雷·達奎拉在紐約爭奪權力。到1920年代初，他們互相交戰。1920年，馬塞里亞招募了查理·盧西安諾作為他的槍手之一。達奎拉的手下有一名槍手翁貝托·瓦倫蒂，達奎拉命令他殺死馬塞里亞。1922年5月7日，莫雷洛/特拉諾瓦犯罪家族的老大文森佐·特拉諾瓦在他位於東116街的家附近被人飛車槍殺。瓦倫蒂被認為對此事負上個人責任。幾小時後，特拉諾瓦的小老闆Silva Tagliagamba在曼哈頓下城被瓦倫蒂和為瓦倫蒂工作的槍手打成致命傷。第二天，瓦倫蒂和他的一些手下襲擊了競爭對手特拉諾瓦家族的新老大馬塞里亞。瓦倫蒂在Grand街的「警察總部的一個街區內」找到馬塞里亞和他的保鏢。馬塞里亞逃脫了，但槍手們開槍射中四名男子和兩名女士；馬塞里亞將手槍扔掉，在逃離現場時被逮捕。
1922年8月9日，馬塞里亞從他的第二大道80號公寓走出，被兩個向他開火的武裝人員衝過來。馬塞里亞躲進了第二大道82號的一家商店，而槍手在追捕他。他們射破前窗，再向商店裡面開槍射擊。槍手從第二大道逃到第五大街東拐角處的一輛逃走用的汽車。這輛車是哈德遜巡洋艦汽車。槍手跳在踏板上，汽車沿著第五號街東向西飛馳，朝著包厘街駛去，槍炮齊鳴。然後，槍手穿過人群，在封鎖地方隨意開槍，造成6人受傷。馬塞里亞在這次事件中幸存下來，被警方發現在他的樓上臥室，他被炮彈擊中。他坐在他的床上，暈眩眼花，他的草帽上有兩個彈孔，當時他還戴著這頂草帽。這一事件使馬塞里亞在黑幫之中得到了新的尊重，被稱為「能躲開子彈的人」，隨著達奎拉開始衰落，他的聲望也開始上升。
48小時後，8月11日，瓦倫蒂參加了在第二大道和第12街拐角處的一間咖啡館裡舉行的會議，他在試圖逃跑時被謀殺而死。

## 卡斯泰拉姆馬雷戰爭
馬塞里亞成為莫雷洛犯罪家族的首領，被稱為「喬老大」（Joe the Boss），而朱塞佩·莫雷洛是他的顧問。
1928年10月10月，薩爾瓦托雷·達奎拉被殺害。馬塞里亞是一個從舊莫雷洛犯罪家族中產生出來的幫派領導人，在那年冬天他被選為取代達奎拉，成為「教父」。在他被提拔後，馬塞里亞開始向其他黑手黨幫派施加壓力，要求提供金錢上的貢品。其他黑幫分子指控他策劃了1930年底特律的加斯帕·米拉佐和布朗克斯的葛塔諾·雷納被謀殺的事件。尼科洛·斯奇羅嘗試將他用來對付達奎拉的中立策略重復用到馬塞里亞的身上，但他遭到薩爾瓦托雷·馬蘭扎諾和普法羅老大斯特凡諾·馬加迪諾的極力反對。馬塞里亞聲稱斯奇羅犯了過錯，要求斯奇羅向他支付1萬美元，並卸任斯奇羅的黑手黨犯罪家族的領導人職位。斯奇羅服從了。不久之後，維托·邦文特於1930年7月15日在其家中被謀殺。這導致馬蘭扎諾被提拔為黑幫老大，並與馬塞里亞及其盟友發生衝突，這被稱為卡斯泰拉姆馬雷戰爭。
在1930年至1931年的卡斯泰拉姆馬雷戰爭期間，馬塞里亞和莫雷洛，與由薩爾瓦托雷·馬蘭扎諾和約瑟夫·博納諾領導、以布魯克林為基地的一個敵對集團進行了鬥爭。莫雷洛是殺人遊戲的老手，他成為馬塞里亞的「戰爭長官」和戰略顧問。
莫雷洛作為這場戰爭的首批受害者之一，他於1930年8月15日與同伙Joseph Perriano一起被殺，當時他正在東哈林的辦公室裡收集現金收據。約瑟夫·瓦拉奇是美國黑手黨中第一個轉為政府證人的榮譽的男人，他指認殺害莫雷洛的兇手是一名卡斯泰拉姆馬雷的槍手，他知道該槍手是「芝加哥破壞者」（Buster from Chicago）。

## 逝世
在與馬蘭扎諾的秘密交易中，查理·盧西安諾同意策劃殺死他的老大馬塞里亞，以換取接收馬塞里亞的敲詐勾當並成為馬蘭扎諾的副手。喬·阿多尼斯加入了馬塞里亞的派別，當馬塞里亞聽說盧西安諾的背叛後，他找到阿多尼斯說要殺死盧西安諾。然而，阿多尼斯反而警告盧西安諾有關這場謀殺的陰謀。1931年4月15日，盧西安諾引誘馬塞里亞參加會議，在康尼島一間名為Nuova Villa Tammaro的餐廳裡，馬塞里亞被殺害。當時他們打牌，據稱盧西安諾借口去洗手間，據說槍手是艾伯特·阿納斯塔塞、維多·吉諾維斯、喬·阿多尼斯和巴格西·西格爾；西羅·特拉諾瓦駕駛著逃亡用的汽車，但傳說他被震懾得無法開車離開，不得不被西格爾從駕駛座上推開。
盧西安諾被警方帶去審問。當時，警方懷疑一個名叫John "Silk Stockings" Giustra的黑幫分子是馬塞里亞被謀殺的槍手之一。這是基於一名秘密線人的報告，以及在謀殺現場發現的一件大衣被確認為屬於Giustra。在Giustra於1931年7月9日被殺死後，該案件被撤銷了。
據《紐約時報》報道，「此後，警方一直無法確切了解」。據稱，馬塞里亞「與兩、三個身份不明的人坐在一張桌子前打牌」，這時他被人從後面開槍射殺。他因頭部、背部和胸部的槍傷而死亡。馬塞里亞的驗屍報告顯示，他是在空腹情況下死亡的。沒有目擊者站出來，盡管有人看到「兩、三個」男人離開餐廳，上了一輛偷來的汽車。由於沒有證人，而且盧西安諾有不在場證明，因此沒有人因馬塞里亞被謀殺而定罪。
馬塞里亞被埋葬在紐約皇后區的各各他墓園。

## 流行文化

### 電影
- 《賊殺賊》（The Valachi Papers，1972年）–Alessandro Sperlì飾演馬塞里亞
- 《江湖好漢》（Mobsters，1991年）–安東尼·昆飾演馬塞里亞
- 《黑幫風雲（英语：Lansky (1999 film)）》（Lansky，1999年）–比爾·卡畢茲（英语：Bill Capizzi）飾演馬塞里亞
- 《Bonanno: A Godfather's Story》（1999年）–Tony Calabretta飾演馬塞里亞

### 電視劇
- 《酒私風雲》（Boardwalk Empire，2010年–2014年）–Ivo Nandi飾演馬塞里亞
- 《紐約黑幫紀實》（The Making of the Mob: New York，2015年）–在這部紀錄片劇集中由史泰利歐·撒凡特（英语：Stelio Savante）飾演馬塞里亞
- 《The Gangster Chronicles（英语：The Gangster Chronicles）》（1981年）–在這部美國犯罪迷你劇集中由理察·S·卡斯提拉諾（英语：Richard S. Castellano）飾演馬塞里亞

## 延伸閱讀
- Bernstein, Lee. The Greatest Menace: Organized Crime in Cold War America（页面存档备份，存于）. Boston: UMass Press, 2002. ISBN 1-55849-345-X
- Bonanno, Joseph（英语：Joseph Bonanno）. A Man of Honor: The Autobiography of Joseph Bonanno. New York: St. Martin's Press, 2003. ISBN 0-312-97923-1
- Capeci, Jerry（英语：Jerry Capeci）. The Complete Idiot's Guide to the Mafia. Indianapolis: Alpha Books, 2002. ISBN 0-02-864225-2
- Critchley, David. The Origin of Organized Crime: The New York City Mafia, 1891-1931（页面存档备份，存于）. New York, Routledge, 2008.
- Dash, Mike（英语：Mike Dash）. The First Family: Terror, Extortion and the Birth of the American Mafia. London, Simon & Schuster, 2009.
- Davis, John H. Mafia Dynasty: The Rise and Fall of the Gambino Crime Family. New York: HarperCollins, 1993. ISBN 0-06-016357-7
- Hortis, C. Alexander The Mob and the City: The Hidden History of How the Mafia Captured New York（页面存档备份，存于）. Amherst, New York: Prometheus Books, 2014
- Kobler, John. Capone: The Life and Times of Al Capone. New York: Da Capo Press, 2003. ISBN 0-306-81285-1
- Mannion, James. 101 Things You Didn't Know About The Mafia: The Lowdown on Dons, Wiseguys, Squealers and Backstabbers. Avon, Massachusetts: Adams Media, 2005. ISBN 1-59337-267-1
- Messick, Hank. Lansky. London: Robert Hale & Company, 1973. ISBN 0-7091-3966-7
- Milhorn, H. Thomas. Crime: Computer Viruses to Twin Towers. Boca Raton, Florida: Universal Publishers, 2005. ISBN 1-58112-489-9
- Peterson, Robert W. Crime & the American Response. New York: Facts on File, 1973. ISBN 0-87196-227-6
- Ferrara, Eric. Gangsters, Murderers & Weirdos of the Lower East Side; A self-guided walking tour 2008
- Volkman, Ernest Gangbusters: The Destruction of America's Last Great Mafia Dynasty（页面存档备份，存于）. New York: Harper Collins, 1998.

## 外部連結
- Biography of Giuseppe Masseria（页面存档备份，存于） on GangRule
- Spartacus Educational（页面存档备份，存于）
- Joe Masseria（页面存档备份，存于） at Encyclopædia Britannica
- 在Find a Grave上的Joseph "Joe the Boss" Masseria